# 贈与論
『贈与論ーアルカイックな社会における交換の形態と理由』 ( ぞうよろん、Essai sur le don: forme et raison de l'échange dans les sociétés archaïques ) は、フランス出身の社会学者、文化人類学者であるマルセル・モースによる社会学、文化人類学の書籍。
モースは本書において、贈与の仕組みと、贈与によって社会制度を活性化させる方法を論じた。モースは社会学者のエミール・デュルケームが1898年に創刊をした『社会学年報』に当初から協力し、デュルケームやアンリ・ユベールと共著論文を発表し、多数の論考を執筆した。また、同誌に関与したジョルジュ・ダヴィは契約の起原の研究を通してモースと関心を共有し、モースは本書でも論じている全体的給付の研究を進める。第1次大戦末期にデュルケームが没したのち、モースは同誌を主導するなどフランス社会学派の中核的存在となった。一方で、人類学者のブロニスワフ・マリノフスキは著書『西太平洋の遠洋航海者』で贈与にもとづく経済制度を提示し、当時の西欧で考えられていた原始経済観を批判した。こうした状況の中で本書は執筆された。

## 内容

### 全体的社会的現象
モースは本書で「全体的社会的現象」をテーマとした。全体的社会的現象とは、社会集団の宗教的、法的、倫理的、審美的、政治的、経済的な側面が一気に表れる現象で、いずれか1つには還元できない。そうした全体的社会的現象として、モースは贈与と交換による全体的給付の体系を取り上げた。本書の結論にあるように、モースは全体的社会的現象が社会制度を活性化させると考えた。
贈与と交換の主な事例について、モースは民族誌学の資料からはポリネシア、メラネシア、アメリカ北西部を選び、古代法からはローマ法、ヒンドゥー法、ゲルマン法を選んだ。中でもアメリカ北西部の儀式であるポトラッチに注目し、競覇型の全体的給付と呼んでいる。マリノフスキが研究したトロブリアンド諸島の交易であるクラのほかに、ラドクリフ＝ブラウンのアンダマン諸島研究、フランツ・ボアズのアメリカ先住民研究などを援用した。

### 贈与の義務
贈与と交換について、いかなる規則によって贈り物を受け取るとお返しをする義務が生じるのか、また、贈り物にはいかなる力があって受け手にお返しをするように仕向けるのかを特に論じた。
物を与え、返すのは、互いに敬意を与え合うためである。人は自分自身や自分の財を他者に負っており、何かを与えるのは自分自身を与えることにつながる。贈与は双方的なつながりを作って他者を受け入れることにつながり、集団間の戦いを防ぐ。また、集団間の贈与で獲得した財は構成員に再配分される。このため、贈り物は与えなくてはならず、受け取らなくてはならず、しかも受け取ると危険なものになり得る。モースは贈与を構成する3つの義務として、与える義務、受け取る義務、返礼の義務をあげた。
1. 与える義務：与えるのを拒んだり、招待をしないのは、戦いを宣するに等しい。ヨーロッパの伝承にもあるように、招待を忘れると致命的な結果となる。
2. 受け取る義務：贈り物を受け取らなかったり、結婚によって連盟関係を取り結ばない、といったことはできない。受け取りを拒むのは、返礼を恐れているのを表明することにもつながる。
3. 返礼の義務：この義務を果たさないと、権威や社会的な地位を失う。権威や社会的地位が財や富に直結する社会では、返礼が激しい競争をもたらす場合がある。

### 贈与と霊的な力
モースは、贈り物は人に対してでありつつも、神々や霊、自然の存在を念頭になされている点を指摘した。この世にある物の真の所有者は神々や霊であり、したがって交換が必要な相手、交換が危険な相手、そして交換が容易な相手も彼らだという思想にもとづく。モースはこの点を契約＝供儀につなげて考察し、アラビア語のサダカ、ヘブライ語のツェダカ( zed aqua )などの施しの体系化に通じるとした。
贈り物には霊的な力が宿っており、贈り物はもとの所有者や聖所に戻りたがるという性質も持つ。贈り物と霊的な力の関係について、メラネシアのマナ、ポリネシアのマオリ族のハウ、ローマ法のレス( res )、サンスクリットのラー( rah )やラティー( rath )の語を用いて説明している。

### 現代との関係
最終章の第4章において、モースは全体的給付を現代に活かす意義について考察している。モースは全体的社会的現象が社会制度を活性化させると考えた。社会保険、相互扶助組織、職業団体、贈与の経済と功利性を追求する経済の対比、戦争・孤絶・停滞に対する連盟・贈与・交際など、現代の問題が語られている。

## 『贈与論』以外の論文
モースは本書の他にも、「トラキア人における古代的な社会形態」 (1921年) 、「ギフト、ギフト」 (1924年) などで全体的給付を論じた。「トラキア人における古代的な社会形態」では古代ギリシア北部のトラキアの習慣が主題となる。「ギフト、ギフト」ではゲルマン語派の語であるギフト( gift )が「贈り物」と「毒」の2つの意味を持つ点に注目している。

## 評価と影響
クロード・レヴィ＝ストロースの構造人類学をはじめとして、社会学、人類学、民族学などの人文科学に広範な影響を与えた。ジョルジュ・バタイユ、ジャック・デリダらの思想家にも影響を及ぼしている。

## 書誌情報
原書
- Essai sur le don: forme et raison de l'échange dans les sociétés archaïques (1925)

主な日本語訳
- 『太平洋民族の原始経済』 山田吉彦訳、日光書院、1943年
- 『贈与論』 有地亨訳、勁草書房、新装版2008年
- 『贈与論』 吉田禎吾・江川純一訳、筑摩書房〈ちくま学芸文庫〉、2009年
- 『贈与論 他二篇』 森山工訳、岩波書店〈岩波文庫〉、2014年

他は「トラキア人における古代的な社会形態」、「ギフト、ギフト」

## 関連文献
- 岩野卓司『贈与論　資本主義を突き抜けるための哲学』青土社、2019年
- モーリス・ゴドリエ『贈与の謎』、山内昶訳、法政大学出版局〈叢書ウニベルシタス〉、2014年
- 山田広昭『可能なるアナキズム　マルセル・モースと贈与のモラル』インスクリプト、2020年
- クロード・レヴィ＝ストロース『親族の基本構造』、福井和美訳、青弓社、2000年